# Tendai Chatara
Tendai Chatara (Chimanimani, 28 de fevereiro de 1991) é um jogador profissional de críquete do Zimbabue. Ele é um arremessador destro da seleção nacional de seu país.
Tendai Chatara, joga pelo seu país, desde 2009, atualmente ele defende o Mountaineers Cricket Team.